# Глубокая печать
Глубо́кая печа́ть, инта́льо — в полиграфии способ печати с использованием печатной формы, на которой печатающие элементы утоплены по отношению к пробельным. Основные виды современной массовой глубокой печати: металлография и растровая глубокая печать.
Глубокая печать в узком смысле — растровая глубокая печать.

## Описание
Считается, что машинную, ракельную, растровую глубокую печать изобрёл в конце XIX века Карел Клич. От плоской и высокой печати глубокая печать отличается тем, что толщина слоя краски на одном оттиске может меняться от десятков до сотен микрометров, тогда как обычно этот показатель стабильный и составляет около 1 микрометра. Такая особенность технологии обеспечивает рельефность элементов изображения, которые выступают над поверхностью бумаги. Шершавость изображений ощущается при прикосновении.
Предложил использовать способ гравировки в качестве основного технического элемента защиты от подделки сотрудник Гознака Иван Иванович Орлов, автор и других методов специальной печати: ирисовой печати, орловской печати.
Рельефный эффект используется как дополнительный защитный элемент при печати банкнот, бланков ценных бумаг (например, этот способ защиты используется предприятиями объединения «Гознак»). По мнению специалистов, в точности скопировать такие элементы невозможно, а подделка может быть обнаружена без специальных технических приспособлений.
В полиграфии глубокая печать традиционно использовалась для производства иллюстрированной продукции, например богатых фотографиями журналов, поскольку текст при глубокой печати выходит менее чётким, чем при высокой печати. Способом глубокой печати в советское время печатались такие многотиражные журналы, как «Здоровье», «Огонёк», «Работница». В художественной графике метод глубокой печати применяется в отдельных видах гравюры, в частности в офорте.
Сегодня способ глубокой печати является доминирующим на рынке производства упаковки, поскольку затраты на допечатную подготовку оригинал-макета и изготовление форм окупаются благодаря значительной тиражестойкости таких форм и большому тиражу продукции.

## Технология печати
Во второй половине XV века гравюра на металле — офорт — начала вытеснять ксилографию на дереве. На пластине из металла (медь, бронза, цинк, сталь) гравировали или вытравливали кислотой рисунок, затем покрывали краской. Краску очень аккуратно стирали так, чтобы на печатной форме осталась лишь краска в выгравированных углублениях. Пластина под давлением цилиндрического пресса прижималась к бумаге. Данный метод очень сильно отличался от наборной печати, поэтому листы с иллюстрациями печатали отдельно от листов с текстом.
В XIX веке печать с гравированных форм значительно усовершенствовали — краску наносили с помощью валиков, а убирали с формы при помощи вращающихся щёток. В конце XX века на смену механической гравировке пришла лазерная.
В печатных машинах для растровой глубокой печати краска подаётся на печатный цилиндр и попадает в углубления через каналы, подающие краску к соответствующим печатным элементам. С пробельных элементов она удаляется с помощью так называемого ракеля. В силу этой особенности для формирования всех печатающих элементов (в том числе, сплошных плашек) необходимо использовать специальный растр глубокой печати. Для получения высококачественного изображения также необходимо использование специальной бумаги для глубокой печати.
Одной из особенностей данного вида полиграфического производства является высокая стоимость изготовления печатных форм, что существенно ограничивает область его применения. Одним из видов печатных машин, использующих принцип глубокой печати, являются ротогравюрные печатные машины.